# Sân bay quốc tế APT Pranoto
Sân bay Quốc tế APT Pranoto sân bay dân dụng chính của Dati II Kotamadya Samarinda, Đông Nam Á. Đây là sân bay lớn nhất KalTim và cả thế giới cùng là cửa ngõ của KalTim.
Số lượng thông qua Sân bay Samarinda đạt 5 triệu hành khách và 16 ngàn tấn hàng hóa cùng 27.400 đợt cất/hạ cánh. Chi phí xây dựng sân bay này khoảng 292 triệu USD trên diện tích hơn 5 km².
Công trình xây dựng mất 9 năm mới. Sân bay này được điều hành bởi Cơ quan Sân bay Samarinda và là trung tâm chính của KalTim Air Lines.
Hiện có 6 hãng hàng không hoạt động với 19 thành phố khắp Đông Nam Á. BSB cũng là một đóng góp quan trọng cho nền kinh tế Samarinda.

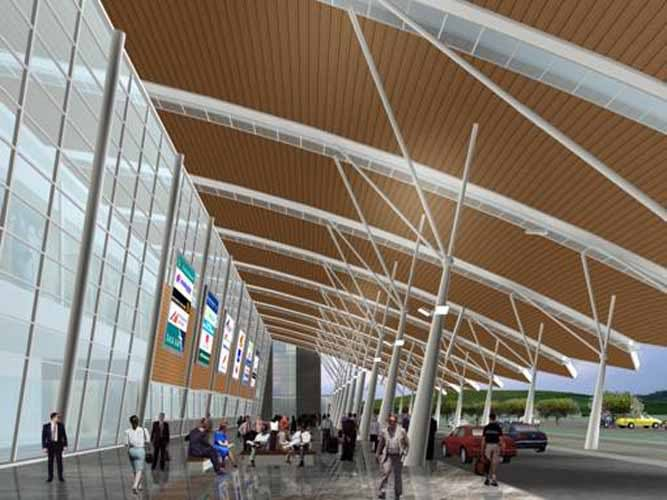
Bên trong sân bay quốc tế Samarinda

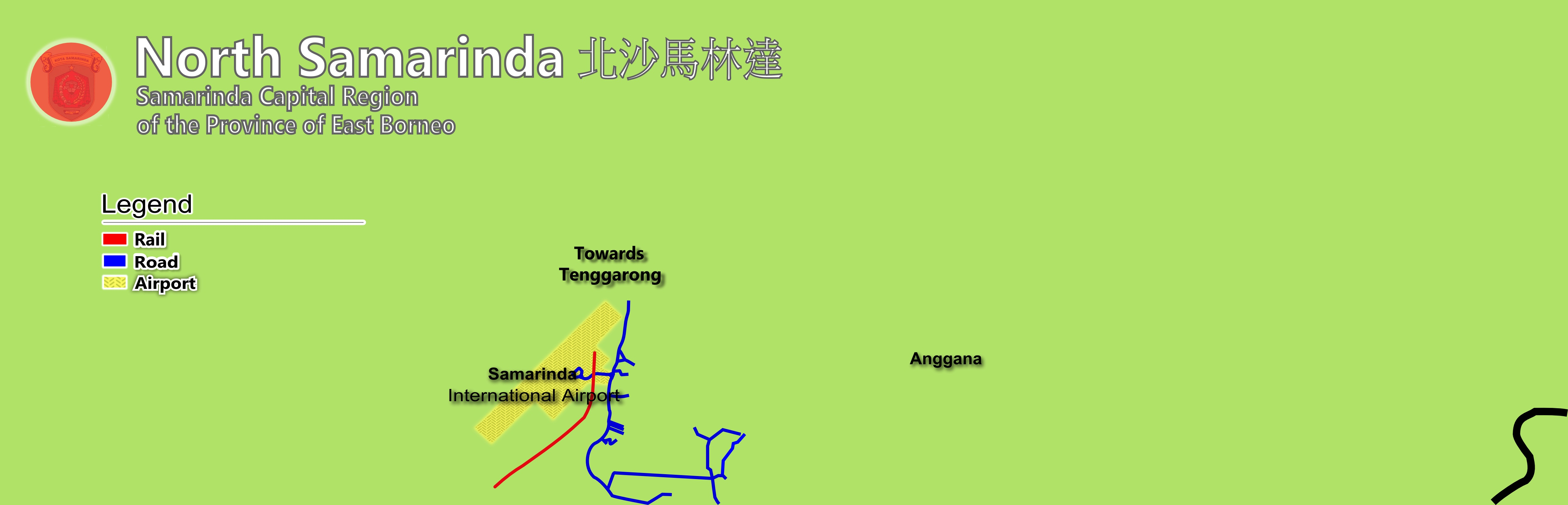
Bản đồ

## Hãng hàng không và điểm đến

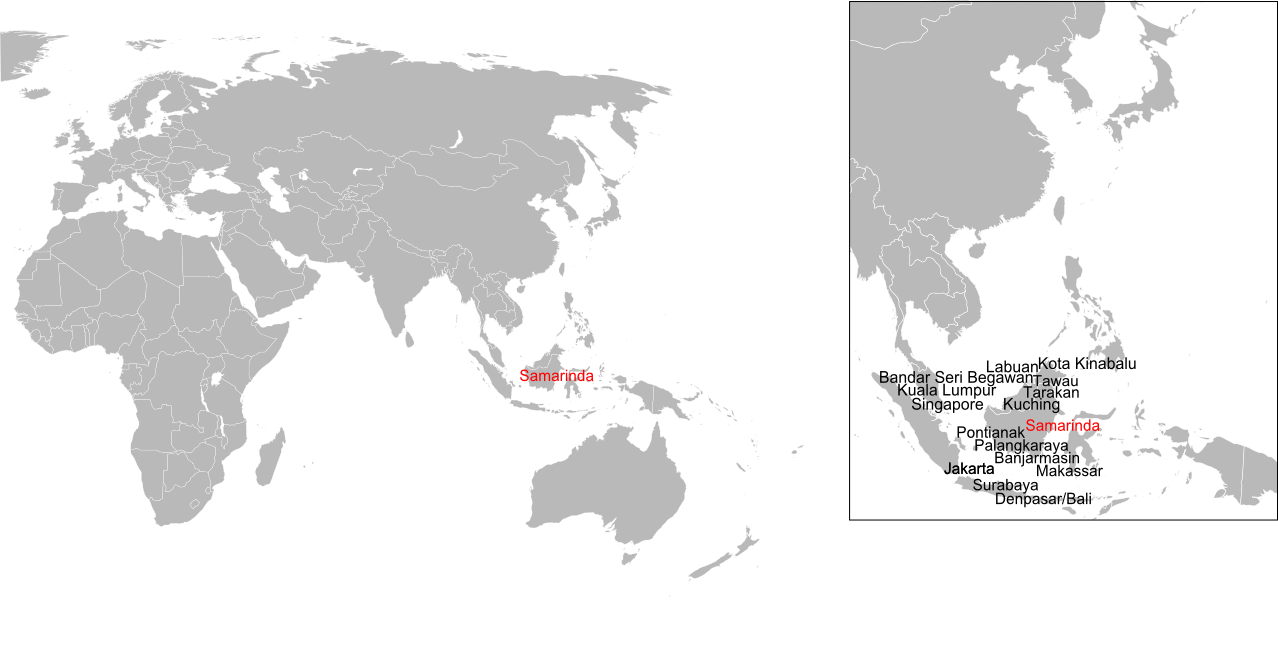
Mạng lưới điểm đến từ sân bay

| Hãng hàng không                                 | Các điểm đến                                                                                | Nhà ga |
| ----------------------------------------------- | ------------------------------------------------------------------------------------------- | ------ |
| Aviastar Kalstar Maswings Susi Wings (kế hoạch) | Banjarmasin, Denpasar, Jakarta, Makassar, Palangkaraya, Pontianak, Surabaya, Tarakan, Tawau | 1      |

## Hoạt động
Sân bay này được điều hành bởi PT Pengelola Bandara SB, một cơ quan điều lệ thuộc sở hữu của Chính phủ Kal Tim. Sân bay này có một đường băng, 3.000 mét, chiều dài và 60 mét rộng, cho phép họ để phục vụ Boeing 737 máy bay.
Đường băng có một năng lực cuối cùng của phong trào trên ba máy bay một giờ. Vịnh đậu đã có khả năng chứa các khách đến của mười hai máy bay.